# 王欽 (弘治四川進士)
王欽（1461年—？），字敬夫，四川重庆府巴县人，民籍，明朝政治人物。

## 生平
弘治二年（1489年）己酉科四川鄉試第一百六名舉人。弘治十二年（1499年）中式己未科會試第二百五十名，三甲第一百九十五名進士。

## 家族
曾祖王文忠；祖父王仕才；父王璽。前母潘氏，母张氏。慈侍下。兄大用（驿丞）、大良（驿丞）、大富。